# Pedagogika emancypacyjna
Pedagogika emancypacyjna – koncepcja pedagogiki powstała na przełomie lat 60. i 70. XX wieku, zaproponowana przez Paulo Freire w książce „Pedagogika uciśnionych”. Pedagogika emancypacyjna potępia tradycyjny system nauczania (bankowy model edukacji), w którym nauczyciel jest stawiany na poziomie nieomylnego mistrza, a uczeń ma za zadanie odtwarzanie wszystkiego zadanego przez dorosłego. Pedagogika emancypacyjna była buntem, wobec narzucania ludziom sposobu myślenia w aspekcie politycznym i oświatowym, była zapoczątkowana jako proces dążący do podmiotowości, wyzwolenia, wpływu na obecne konteksty społeczno-kulturowe. Entuzjaści tej koncepcji pragnęli zniesienia władzy oraz wprowadzenia reform. Przedstawicielami nurtu są Iwan Illich i Noam Chomsky.

## Metody w pedagogice emancypacyjnej
- Dialog – dialog edukacyjny ma na celu możliwość zadawania problemów, w sytuacji, gdy wypowiedź każdej ze stron jest równej wartości. Umożliwia on uczestnikom wypowiedzenia się, bez narażania się na ocenianie.
- Stawianie problemów – umożliwia każdemu biorącemu udział w dialogu, realnie zapoznać się z tematem. Dzięki zastosowaniu stawiania problemów edukacja nabiera: Słuszności, Zrozumiałości, adekwatności, prawdziwości i szczerości danego tematu.
- Synektyka – jej zadaniem jest kreatywne i odważne rozwiązywanie zadań zbiorowych. Sposób prowadzenia ma umożliwić rozwiązywanie zadań bez ograniczeń, a sam proces ma rozwijać kreatywność[2].

## Etapy powstawania koncepcji
1. Etap negacji (do lat 70. XX wieku) – powstawały projekty zerwania z tradycyjną kulturą, odbywały się również protesty mające na celu wprowadzenie radykalnych zmian.
2. Etap wdrażania pozytywnych rozwiązań do praktyki społecznej – wdrażano w życie przygotowanie młodych ludzi do racjonalnego wyrażania buntu, etap ten trwa od lat 70. XX wieku do teraz, a w życie systematycznie wchodzą nowe środki obywatelskiej i kulturalnej emancypacji.
3. Etap wdrażania koncepcji emancypacji do szkolnej praktyki – rozgłaszano hasła dotyczące konieczności prowadzenia przez uczniów dialogu, pochwala się stawianie problemów przez uczniów, kolejną zasadą jest przestrzeganie praw człowieka[3].

## Etapy procesu emancypacji
- Obrona przed agresją i przymusem, odrzucanie ograniczeń – podmiot musi być świadomy własnych pragnień, musi rozumieć i zauważać istotę źródeł ograniczenia, a także sprzeciwiać się sytuacją opresji, takich jak bunt protest. Ten etap porównuje się do rewolucji – niszczenie wszystkiego co ogranicza, pozbawia dostępu do dóbr, zniewala.
- Tworzenie kreatywnych rozwiązań – wcześniejszy etap -negacja, zastępowany jest własną inicjatywą zmiany, projektami, w której można wykorzystać własną kondycje intelektualną, fizyczną i emocjonalną.
- Weryfikacja projektów w praktyce – w tej fazie podjęte są decyzję i organizuje się ruchy mające na celu osiąganie praw i dostępu do wartościowych dóbr[1].

## Relacje pomiędzy emancypacją i wychowaniem
- Emancypacja wychowania – jest rezultatem wyzwolenia od procesu wychowania w takich wymiarach życia jak: naciski grup interesów, naciski polityczne i ideologiczne, monizm rodzajów wychowania oraz brak innych alternatyw.
- Wychowanie do emancypacji – polega na stwarzaniu warunków, które sprzyjają osiąganiu autonomii i własnej wartości, poprzez rozwój cech osobowościowych takich jak otwartość, godność, mobilność czy odwaga.
- Emancypacja poprzez wychowanie – w warstwach personalnej i interpersonalnej, jest celem wychowania oraz jest wyznacznikiem form i treści[4].

## Cele szczegółowe pedagogiki emancypacyjnej
- Znajomość siebie, własnych słabych i silnych stron.
- Operatywność w samodzielnym i zbiorowym działaniu.
- Wyobraźnia i zdolności w przewidywaniu reakcji swoich i zachowań innych.
- Odwaga w kwestii podejmowania ryzyka i gotowość ponoszenia odpowiedzialności.
- Otwartość w kwestii dostrzegania problemów oraz twórczość i innowacyjność, w ich rozwiązywaniu.
- Gotowość do rezygnacji ze standardów, rytuałów i stereotypów.
- Kierowanie się własną świadomością.
- Zakończenie przekazywania depozytu wiedzy.
- Dostosowanie szkolnictwa do praktyki społecznej[3].

## Współczesne nurty pedagogiki emancypacyjnej
- Pedagogika emancypacyjna w wąskim zakresie
- Pedagogika wyzwolenia
- Pedagogika radykalna